# My Love Is Your Love
My Love Is Your Love è il quarto album in studio della cantante statunitense Whitney Houston, pubblicato il 17 novembre 1998 dall'etichetta discografica Arista Records. L'album ha venduto oltre 15 milioni di copie nel mondo.

## Tracce
1. It's Not Right but It's Okay – 4:51 (LaShawn Daniels, Toni Estes, Rodney Jerkins, Fred Jerkins III, Isaac Phillips)
2. Heartbreak Hotel (feat. Faith Evans e Kelly Price) – 4:41 (Kenneth Karlin, Tamara Savage, Carsten Schack)
3. My Love Is Your Love – 4:24 (Jerry Duplessis, Wyclef Jean)
4. When You Believe (con Mariah Carey) – 4:28 (Babyface, Stephen Schwartz)
5. If I Told You That – 4:37 (LaShawn Daniels, Toni Estes, Rodney Jerkins, Fred Jerkins III)
6. In My Business (feat. Missy Elliott) – 3:26 (Kelvin Bradshaw, Missy Elliott, Lloyd Turner)
7. I Learned from the Best – 4:19 (Diane Warren)
8. Oh Yes – 6:52 (Kelvin Bradshaw, Missy Elliott, Lloyd Turner)
9. Get It Back – 4:56 (LaShawn Daniels, Toni Estes, Rodney Jerkins, Fred Jerkins III)
10. Until You Come Back – 4:53 (Babyface, Daryl Simmons)
11. I Bow Out – 4:30 (Diane Warren)
12. You'll Never Stand Alone – 4:21 (Diane Warren)
13. Was Made to Love Him – 4:29 (Henry Cosby, Lula Mae Hardaway, Sylvia Moy, Stevie Wonder)

## Classifiche

### Classifiche settimanali
| Classifica (1998-00) | Posizione massima |
| -------------------- | ----------------- |
| Australia            | 42                |
| Austria              | 1                 |
| Belgio (Fiandre)     | 2                 |
| Belgio (Vallonia)    | 3                 |
| Finlandia            | 5                 |
| Francia              | 2                 |
| Germania             | 2                 |
| Giappone             | 12                |
| Irlanda              | 10                |
| Norvegia             | 3                 |
| Nuova Zelanda        | 12                |
| Paesi Bassi          | 1                 |
| Regno Unito          | 4                 |
| Stati Uniti          | 13                |
| Svezia               | 7                 |
| Svizzera             | 1                 |

### Classifiche di fine anno
| Classifica (1998) | Posizione |
| ----------------- | --------- |
| Francia           | 74        |
| Classifica (1999) | Posizione |
| Austria           | 2         |
| Belgio (Fiandre)  | 11        |
| Belgio (Vallonia) | 24        |
| Francia           | 12        |
| Germania          | 3         |
| Paesi Bassi       | 15        |
| Regno Unito       | 15        |
| Stati Uniti       | 30        |
| Svizzera          | 8         |
| Classifica (2000) | Posizione |
| Stati Uniti       | 184       |